# Кайседо (Колумбия)
Кайседо (исп. Caicedo) — город и муниципалитет на западе Колумбии, на территории департамента Антьокия. Входит в состав субрегиона Юго-западная Антьокия.

## История
Поселение из которого позднее вырос город было основано в 1870 года. Муниципалитет Кайседо был выделен в отдельную административную единицу в 1908 году.

## Географическое положение

Муниципалитет Кайседо

Город расположен в юго-западной части департамента, в гористой местности Западной Кордильеры, на расстоянии приблизительно 45 километров к западу-северо-западу (WNW) от Медельина, административного центра департамента. Абсолютная высота — 2086 метров над уровнем моря.

Муниципалитет Кайседо граничит на севере с муниципалитетами Абрьяки и Санта-Фе-де-Антьокия, на востоке — с муниципалитетом Санта-Фе-де-Антьокия, на юге и юго-востоке — с муниципалитетом Анса, на северо-западе, западе и юго-западе — с муниципалитетом Уррао. Площадь муниципалитета составляет 221 км².

## Население
По данным Национального административного департамента статистики Колумбии, совокупная численность населения города и муниципалитета в 2012 году составляла 8050 человек.
Динамика численности населения муниципалитета по годам:
| 2005 | 2006 | 2007 | 2008 | 2009 | 2010 | 2011 | 2012 |
| ---- | ---- | ---- | ---- | ---- | ---- | ---- | ---- |
| 7686 | 7723 | 7778 | 7830 | 7887 | 7935 | 7992 | 8050 |

Согласно данным переписи 2005 года мужчины составляли 51,8 % от населения Кайседо, женщины — соответственно 48,2 %. В расовом отношении белые и метисы составляли 91,4 % от населения города; негры, мулаты и райсальцы — 8,6 %.
Уровень грамотности среди всего населения составлял 75,8 %.

## Экономика
Основу экономики Кайседо составляют выращивание кофе и скотоводство.

47 % от общего числа городских и муниципальных предприятий составляют предприятия торговой сферы, 44,3 % — предприятия сферы обслуживания, 8,1 % — промышленные предприятия, 0,6 % — предприятия иных отраслей экономики.